# Mistrzostwa Polski juniorów w lekkoatletyce

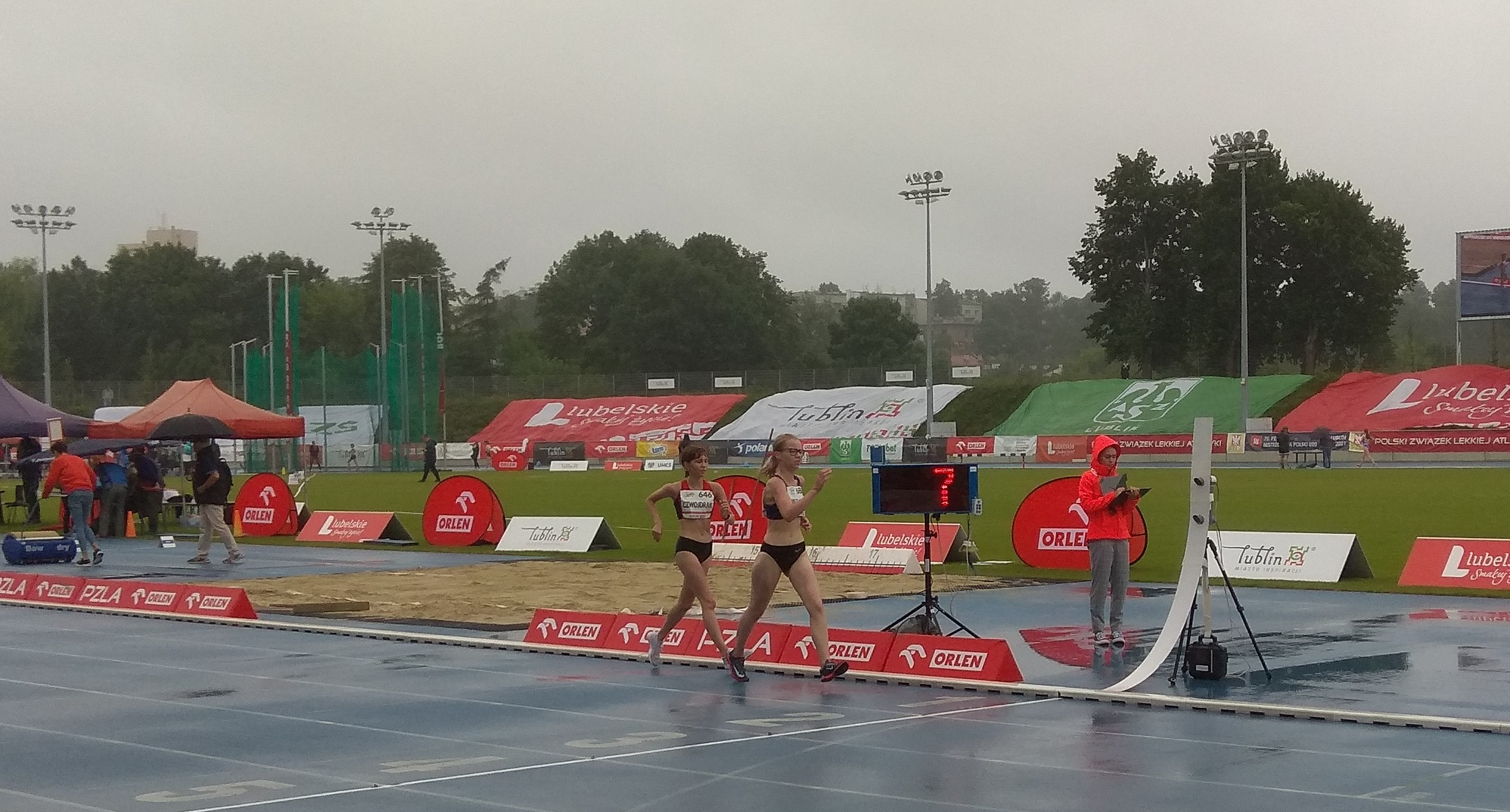
75. Mistrzostwa Polski Juniorów w Lekkoatletyce na Stadionie Lekkoatletycznym w Lublinie

Mistrzostwa Polski juniorów w lekkoatletyce – zawody rangi mistrzowskiej organizowane rokrocznie przez Polski Związek Lekkiej Atletyki. W imprezie biorą udział zawodnicy do lat 19. Mistrzostwa organizowane są w okresie letnim. Pierwsza edycja imprezy odbyła się w Bydgoszczy w 1937 roku.